# HD 127506
HD 127506 — тройная звезда в созвездии Волопаса на расстоянии приблизительно 74 световых лет (около 22,5 парсека) от Солнца. Видимая звёздная величина звезды — +8,21m. Возраст звезды определён как около 7,14 млрд лет.

## Характеристики
Первый компонент — оранжевый карлик спектрального класса K3,5V, или K3V, или G5. Масса — около 0,778 солнечной, радиус — около 0,739 солнечного, светимость — около 0,209 солнечной. Эффективная температура — около 4711 K.
Второй компонент — коричневый карлик. Масса — около 17,68 юпитерианских. Удалён на 1,375 а.е..
Третий компонент — коричневый карлик. Масса — около 45 юпитерианских. Орбитальный период — около 2599 суток.